# Isable
L'Isable est une rivière française qui coule dans le département de la Loire.

## Géographie
La longueur de son cours d'eau est de 26,8 km.

## Affluent
Les affluents sont la goutte Michonnet, la Racamiole et le Patouze.

## Communes traversées
Département de la Loire
- Amions, Bully, Cherier, Cremeaux, Pommiers-en-Forez, Saint-Germain-Laval, Saint-Jean-Saint-Maurice-sur-Loire, Saint-Polgues, Souternon, Villemontais.